# Górna latarnia morska Sõru
Górna latarnia morska Sõru – (est. Sõru ülemine tuletorn) latarnia morska położona na południowym krańcu wyspy Hiuma, gmina Kõrgessaare, prowincja Hiuma. Oddalona jest o około kilometra na zachód od wsi Hindu. Odległa jest od dolnej latarni morskiej Sõru o 487 m.
Na liście świateł nawigacyjnych Estonii - rejestrze Urzędu Transportu Morskiego (Veeteede Amet) w Tallinnie - ma numer 702.
Na początku XX wieku zaistniała potrzeba dobrego oznaczenia drogi morskiej przez płytką cieśninę Soela väin oddzielającą wyspy Hiiumaa od Sarema. Od 1906 roku do końca I wojny światowej oraz w czasie okupacji niemieckiej w 1918 roku w miejscach, w których znajdują się obecnie latarnie, znajdowały się stanowiska ze światłami nawigacyjnymi. Betonowa 16 metrowa wieża została zbudowana w 1934 roku. Obecnie jest pomalowana: dół biały, góra czerwony.